# Gouvernement Chiodo
Royaume de Sardaigne
Gioberti Launay
Le gouvernement Chiodo (Governo Chiodo, en italien) est le gouvernement du royaume de Sardaigne entre le 21 février 1849 et le 27 mars 1849, durant la IIe législature.

## Historique

### Président du conseil des ministres
Agostino Chiodo